# Спинокрил тисолистний
Спинокрил тисолистний (Fissidens taxifolius) — вид листостеблових мохів родини спинокрилові (Fissidentaceae).

## Поширення
Досить поширений вид, що трапляється на всіх континентах, крім Антарктиди, але дуже рідкісний в Африці на південь від Сахари, інтродукований у Новій Зеландії та невідомий в Австралії. Він трапляється на більшості європейських територій і поширений у багатьох з них, але він рідкісний або відсутній у бореальних і арктичних регіонах.
Цей вид поширений у різноманітних природних і антропогенних середовищах; це характерний вид у лісах багатих основами і нейтральних ґрунтах, але він також зустрічається в інших захищених місцях існування, таких як долини струмків і скелясті схили. Його також записують на оброблених землях і в міських середовищах існування, таких як парки.

## Опис
Характерні дворядні облиствені пагони не довші 2 см і часто розгалужені біля основи. Листя від язикоподібної до подовжено-ланцетної форми загострені і мають ребро, яке несильно виступає у вигляду шипика. В основі листка є піхва, яка довша за верхню частину пластини. Клітини пластинки мають округлу шестикутну форму і мають діаметр приблизно від 8 до 12 мкм. Біля основи пагона виростає червонувата сета завдовжки близько 15 мм. Спорові коробочки витягнутої яйцеподібної форми утворюються взимку.